# 2017 na música
Esta é uma relação de eventos notórios que decorreram no ano de 2017 na música.

## Acontecimentos
- 3 de fevereiro - A cantora Ariana Grande inicia sua terceira turnê, Dangerous Woman Tour, em Phoenix, Arizona.
- 5 de fevereiro - A cantora Lady Gaga foi a atração do Halftime Show da 51.ª edição do Super Bowl, em Houston, Texas. Sua apresentação bateu o recorde de visualizações mundiais contando todas as plataformas oficiais (YouTube, Twitter, Facebook, Giphy e os canais de transmissão da liga).
- 10 de fevereiro - A cantora Katy Perry lança Chained To The Rhythm, seu single de retorno, em colaboração com Skip Marley. A música é o primeiro single do seu quarto álbum de estúdio, Witness.[1]
- 12 de fevereiro - Decorre a 59.ª gala da cerimônia de entrega de prémios Grammy Awards, no Staples Center em Los Angeles, Califórnia.[2]
- 12 de fevereiro - Adele recebe cinco prêmios[3] na cerimônia do Grammy Award, tornando-se a primeira mulher na história a levar em duas fases musicais seguidas, com 21 (2011) e com 25 (2015), o prêmio de Album of the Year e Song of the Year.[4]
- 2 de março - A cantora Lorde lança Green Light, seu single de retorno após quatro anos desde sua estreia com o álbum Pure Heroine. A música é o primeiro single do seu segundo álbum de estúdio, Melodrama.
- 7 de abril - As bandas Journey, Yes, Pearl Jam e ELO, além de Joan Baez e Tupac Shakur passam a fazer parte do Rock and Roll Hall of Fame.
- 11 de maio - A cantora Miley Cyrus faz seu esperado retorno ao mundo da música com  Malibu, primeiro single do seu sexto álbum de estúdio, intitulado Younger Now.
- 13 de maio - A canção "Amar pelos Dois", de Salvador Sobral, vence o 62° Eurovision Song Contest.
- 22 de Maio - Ocorre o atendado terrorista de Manchester em um dos concertos da cantora Ariana Grande em sua turnê, a Dangerous Woman Tour.
- 4 de junho - A cantora Ariana Grande realiza o show "One Love Manchester" com a participação de vários artistas.
- 6 de junho - O AKB48 supera a marca de 50 milhões de cópias vendidas com seus singles e álbuns, tornando-se um dos quatro artistas mais vendidos do Japão, apenas atrás de Ayumi Hamasaki, Mr. Children e B'z. Três meses depois, AKB48 supera Hamasaki e passa a ser o 3º grupo com maior vendagem na história.
- 16 de junho - A cantora neozelandesa Lorde lança seu segundo álbum de estúdio, Melodrama, após quatro anos sem um novo álbum, o sucessor de Pure Heroine (2013).
- 13 de julho - O vocalista Egypcio anuncia sua saída do Tihuana.
- 20 de julho - Linkin Park lança o clipe de "Talking to Myself", horas antes do anúncio da morte do vocalista Chester Bennington.
- 30 de julho - É lançado o clipe de "Sua Cara" (Major Lazer com Anitta & Pabllo Vittar), tornando-se o vídeo lusófono mais visto na VEVO em 24 horas.
- 4 de agosto - "Despacito" torna-se o vídeo mais assistido na história do YouTube, com mais de 3 bilhões de visualizações.[5]
- 13 de agosto - Acontece em Los Angeles a 20ª edição do Prêmios Teen Choice.
- 17 de agosto - Acontece em Los Angeles a 44ª  edição do Emmy Award.
- 25 de agosto - Taylor Swift faz seu retorno ao mundo da música com "Look What You Made Me Do", se tornando primeiro single feminino do ano e o primeiro single feminino solo em dois anos a atingir o topo da parada americana de singles.
- 27 de agosto - Acontece em Los Angeles a 34ª edição do MTV Video Music Awards.
- 5 de setembro - O AKB48 supera Ayumi Hamasaki e torna-se o grupo feminino japonês com maior vendagem no Japão.
- 16 de setembro - Pela primeira vez uma drag queen pisa no palco mundo do Rock in Rio; essa drag queen foi Pabllo Vittar, que fez uma pequena participação no show da cantora americana Fergie.
- 20 de setembro - Namie Amuro anuncia sua aposentadoria da carreira musical para 2018.
- 25 de setembro - Cardi B quebra jejum de 19 anos com "Bodak Yellow", sendo a segunda rapper feminina a alcançar o topo da Billboard Hot 100 com música solo desde "Doo Wop (That Thing)" de Lauryn Hill em 1998.
- 29 de setembro - A cantora norte-americana Demi Lovato lança seu sexto álbum de estúdio, Tell Me You Love Me, após dois anos sem um novo álbum, o sucessor de Confident (2015).
- 13 de outubro - "Despacito ultrapassa a marca das 4 bilhões de visualizações no YouTube, continuando em primeiro lugar com o título de videoclipe mais assistido da história.
- 27 de outubro - A banda Linkin Park realiza um show no Hollywood Bowl junto com convidados especiais, em homenagem a Chester Bennington, morto em 20 de julho.
- 12 de novembro - Acontece em Londres a 24ª edição do MTV Europe Music Awards.
- 19 de novembro - Acontece em Los Angeles a 45ª edição do American Music Awards.
- 1º de dezembro – A banda U2 lança seu décimo quarto álbum de estúdio, Songs of Experience.
- 11 de dezembro - A banda Dream Theater assina com a InsideOut Music para o lançamento de seu 14º álbum de estúdio.
- 23 de dezembro - A casa de shows Hangar 110 encerra suas atividades com dois shows do CPM22.
- 30 de dezembro - Acontece em Tóquio a 59ª edição do Japan Record Awards. O grande prêmio da noite foi para "Influencer", do Nogizaka46.
- 31 de dezembro - Acontece em Tóquio a 68ª edição do Kōhaku Uta Gassen.

## Obras de sucesso
Canções que lideraram na Billboard Hot 100:
- "Starboy" - The Weeknd com a participação de Daft Punk (1 semana)
- "Black Beatles" - Rae Sremmurd com Gucci Mane (7 semanas no total; 6 semanas consecutivas em 2016 e 1 semana em 2017)
- "Bad and Boujee - Migos com Lil Uzi Vert (2 semanas)
- "Shape of You" - Ed Sheeran (12 semanas no total; 11 consecutivas)
- "Humble" - Kendrick Lamar (1 semana)
- "That's What I Like" - Bruno Mars (1 semana)
- "I'm the One - DJ Khaled (com participação de Justin Bieber, Quavo, Chance, The Rapper e Lil Wayne) (1 semana)
- "Despacito" - Luis Fonsi (com participação de Daddy Yankee e Justin Bieber) (16 semanas consecutivas)
- "Look What You Made Me Do" - Taylor Swift (3 semanas consecutivas)
- "Bodak Yellow" - Cardi B (3 semanas)
- "Rockstar" - Post Malone com 21 Savage (8 semanas)
- "Perfect" - Ed Sheeran & Beyoncé (3 semanas no total; 2 semanas em 2017 e 1 em 2018)